# Nepheloleuca complicata
Nepheloleuca complicata là một loài bướm đêm trong họ Geometridae.